# Nederlandse kampioenschappen schaatsen afstanden 2002 - 1000 meter vrouwen
De 1000 meter vrouwen op de Nederlandse kampioenschappen schaatsen afstanden 2002 werd gereden november 2001 in ijsstadion Kardinge te Groningen. 
Titelverdedigster was Andrea Nuyt, zij werd opgevolgd door Marianne Timmer.

## Uitslag
| #      | Schaatser            | tijd    |
| ------ | -------------------- | ------- |
| Goud   | Marianne Timmer      | 1.19,79 |
| Zilver | Renate Groenewold    | 1.21,16 |
| Brons  | Andrea Nuyt          | 1.21,31 |
| 4      | Yvonne Leever        | 1.21,62 |
| 5      | Annamarie Thomas     | 1.21,89 |
| 6      | Marieke Wijsman      | 1.22,20 |
| 7      | Sandra 't Hart       | 1.22,54 |
| 8      | Mirjam de Joode      | 1.22,66 |
| 9      | Dianne Kootstra      | 1.22,66 |
| 10     | Christine Heins      | 1.23,09 |
| 11     | Mireille Reitsma     | 1.23,17 |
| 12     | Frouke Oonk          | 1.23,45 |
| 13     | Els Murris           | 1.24,10 |
| 14     | Marja van der Werf   | 1.24,23 |
| 15     | Tijn Ponjee          | 1.25,03 |
| 16     | Paulien van Deutekom | 1.25,29 |

Uitslag
1987 · 
1988 · 
1989 · 
1990 · 
1991 · 
1992 · 
1993 · 
1994 · 
1995 · 
1996 · 
1997 · 
1998 · 
1999 · 
2000 · 
2001 · 
2002 · 
2003 · 
2004 · 
2005 · 
2006 · 
2007 · 
2008 · 
2009 · 
2010 · 
2011 · 
2012 · 
2013 · 
2014 · 
2015 · 
2016 · 
2017 · 
2018 · 
2019 · 
2020 · 
2021 · 
2022 · 
2023 · 
2024 · 
2025